# L'Immagine
"L'Immagine" è stata una rivista d'arte e letteratura fondata a Roma da Cesare Brandi nel 1947. Uscì sotto la sua direzione fino al 1950. Brandi era affiancato da un "Comitato di collaborazione" composto da Giovanni Macchia, Luigi Magnani, Giuseppe Raimondi, Toti Scialoja e Roman Vlad. Tra gli altri collaboratori si ricordano Giulio Carlo Argan, Emilio Cecchi, Gianfranco Contini, Eugenio Montale, Alberto Moravia. 